# Ophisternon gutturale
Ophisternon gutturale is een straalvinnige vissensoort uit de familie van kieuwspleetalen (Synbranchidae). De wetenschappelijke naam van de soort is voor het eerst geldig gepubliceerd in 1845 door Richardson.